# Lijst van onroerend erfgoed in Hoboken
Een overzicht van het onroerend erfgoed in het district Hoboken in de gemeente Antwerpen. Het onroerend erfgoed maakt deel uit van het cultureel erfgoed in België.

## Bouwkundig erfgoed
| Object                                                | Erfgoedstatus? | Bouwjaar of architect                           | Deelgemeente | Adres                                           | Coördinaten                   | Nummer? | Afbeelding                                            |
| ----------------------------------------------------- | -------------- | ----------------------------------------------- | ------------ | ----------------------------------------------- | ----------------------------- | ------- | ----------------------------------------------------- |
| Eenheidsbebouwing van neoclassicistische burgerhuizen |                |                                                 | Hoboken      | Antwerpsesteenweg 19-31                         | 51° 10' 41" NB, 4° 21' 4" OL  | 11426   | Eenheidsbebouwing van neoclassicistische burgerhuizen |
| Burgerhuis in eclectische stijl                       |                |                                                 | Hoboken      | Antwerpsesteenweg 43                            | 51° 10' 41" NB, 4° 21' 6" OL  | 11427   | Burgerhuis in eclectische stijl                       |
| Landhuis in cottagestijl                              |                |                                                 | Hoboken      | Antwerpsesteenweg 47                            | 51° 10' 41" NB, 4° 21' 9" OL  | 11428   | Landhuis in cottagestijl                              |
| Neoclassicistisch burgerhuis                          |                |                                                 | Hoboken      | Antwerpsesteenweg 55                            | 51° 10' 42" NB, 4° 21' 10" OL | 11429   | Neoclassicistisch burgerhuis                          |
| Tweegezinswoning in neo-Vlaamserenaissance-stijl      |                |                                                 | Hoboken      | Antwerpsesteenweg 59-61                         | 51° 10' 42" NB, 4° 21' 12" OL | 11430   | Tweegezinswoning in neo-Vlaamserenaissance-stijl      |
| Burgerhuis                                            |                |                                                 | Hoboken      | Antwerpsesteenweg 6                             | 51° 10' 39" NB, 4° 21' 7" OL  | 11431   | Burgerhuis                                            |
| Vier burgerhuizen                                     |                |                                                 | Hoboken      | Berkenrodelei 66-70, 80                         | 51° 10' 47" NB, 4° 21' 1" OL  | 11433   | Vier burgerhuizen                                     |
| Burgerhuis                                            |                |                                                 | Hoboken      | Berkenrodelei 92                                | 51° 10' 50" NB, 4° 20' 58" OL | 11434   | Burgerhuis                                            |
| Café 't Heilig Paeterke                               |                |                                                 | Hoboken      | Berkenrodelei 130-132                           | 51° 10' 55" NB, 4° 20' 55" OL | 11435   | Café 't Heilig Paeterke                               |
| Eengezinswoning                                       |                | ca. 1935 Huib Hoste                             | Hoboken      | Broydenborglaan 79                              | 51° 10' 13" NB, 4° 21' 20" OL | 11436   | Eengezinswoning                                       |
| Landhuis Kasteel Broydenborg                          |                |                                                 | Hoboken      | Broydenborglaan 2                               | 51° 10' 21" NB, 4° 21' 14" OL | 11437   | Landhuis Kasteel Broydenborg                          |
| Station Hoboken-Polder                                |                | 1878                                            | Hoboken      | Berkenrodelei 152                               | 51° 10' 59" NB, 4° 20' 53" OL | 11438   | Station Hoboken-Polder                                |
| Kantoorgebouwen van Albitum N.V.                      |                | 1970 Georges Baines                             | Hoboken      | Commandant Weynsstraat 85                       | 51° 10' 58" NB, 4° 21' 4" OL  | 11439   | Kantoorgebouwen van Albitum N.V.                      |
| Ziekenhuis Hoge Beuken                                |                |                                                 | Hoboken      | Commandant Weynsstraat 165                      | 51° 11' 4" NB, 4° 21' 14" OL  | 11440   | Ziekenhuis Hoge Beuken                                |
| Pastorie van de Onze-Lieve-Vrouweparochie             |                | 1864 Eugeen Gife                                | Hoboken      | Dokter Coenstraat 8                             | 51° 10' 35" NB, 4° 21' 4" OL  | 11441   | Pastorie van de Onze-Lieve-Vrouweparochie             |
| Eengezinswoning                                       |                | 1981 Jo Crepain                                 | Hoboken      | Hagelandstraat 42                               | 51° 11' 3" NB, 4° 21' 48" OL  | 11442   | Eengezinswoning                                       |
| Landhuis Nijverheidshof                               |                |                                                 | Hoboken      | Heidestraat 18, 18A                             | 51° 10' 24" NB, 4° 21' 26" OL | 11443   | Landhuis Nijverheidshof                               |
| Eengezinswoning                                       |                | 1980 Etienne Hoeckx                             | Hoboken      | Jan van de Wervelaan 1                          | 51° 11' 1" NB, 4° 20' 25" OL  | 11444   | Eengezinswoning                                       |
| Twee winkelhuizen in eenheidsbebouwing                |                |                                                 | Hoboken      | Kapelstraat 123-125                             | 51° 10' 27" NB, 4° 20' 43" OL | 11445   | Twee winkelhuizen in eenheidsbebouwing                |
| Landhuis Cockerillhof                                 |                |                                                 | Hoboken      | Kapelstraat 133                                 | 51° 10' 26" NB, 4° 20' 41" OL | 11446   | Landhuis Cockerillhof                                 |
| Neoclassicistisch winkelhuis                          |                |                                                 | Hoboken      | Kapelstraat 106                                 | 51° 10' 29" NB, 4° 20' 44" OL | 11447   | Neoclassicistisch winkelhuis                          |
| Parochiekerk Onze-Lieve-Vrouw Geboorte                |                |                                                 | Hoboken      | Kioskplaats 88                                  | 51° 10' 38" NB, 4° 21' 3" OL  | 11448   | Parochiekerk Onze-Lieve-Vrouw Geboorte                |
| Burgerhuis                                            |                |                                                 | Hoboken      | Kioskplaats 14                                  | 51° 10' 30" NB, 4° 21' 5" OL  | 11449   | Upload foto                                           |
| Cine Agora                                            |                |                                                 | Hoboken      | Kioskplaats 20                                  | 51° 10' 30" NB, 4° 21' 5" OL  | 11450   | Upload foto                                           |
| Spaans Huis                                           |                |                                                 | Hoboken      | Kioskplaats 28                                  | 51° 10' 30" NB, 4° 21' 5" OL  | 11451   | Spaans Huis                                           |
| Pastorie van Heilig Hartparochie                      |                | 1905 Louis Gife                                 | Hoboken      | Krugerstraat 105                                | 51° 11' 3" NB, 4° 22' 6" OL   | 11452   | Pastorie van Heilig Hartparochie                      |
| Parochiekerk Heilig Hart                              |                | 1910 Triphon De Smet, Frans Van Rompaey         | Hoboken      | Krugerstraat 107                                | 51° 11' 3" NB, 4° 22' 4" OL   | 11453   | Parochiekerk Heilig Hart                              |
| Stedelijke Muziekacademie                             |                |                                                 | Hoboken      | Atlasstraat 1, Lageweg 141                      | 51° 11' 3" NB, 4° 21' 32" OL  | 11454   | Stedelijke Muziekacademie                             |
| Woning Van Der Kelen                                  | Monument       | ca. 1930 Walter Van den Broeck, Florent Laforce | Hoboken      | Leopoldlei 55                                   | 51° 10' 48" NB, 4° 21' 17" OL | 11455   | Woning Van Der Kelen                                  |
| Eclectisch landhuis                                   |                |                                                 | Hoboken      | Leopoldlei 96                                   | 51° 10' 51" NB, 4° 21' 15" OL | 11456   | Eclectisch landhuis                                   |
| Eclectisch burgerhuis                                 |                |                                                 | Hoboken      | Louisalei 5                                     | 51° 10' 38" NB, 4° 20' 58" OL | 11457   | Eclectisch burgerhuis                                 |
| Herenhuis Gravenhof                                   |                |                                                 | Hoboken      | Louisalei 7                                     | 51° 10' 36" NB, 4° 20' 55" OL | 11458   | Herenhuis Gravenhof                                   |
| Herenhuis                                             |                |                                                 | Hoboken      | Louisalei 50                                    | 51° 10' 38" NB, 4° 20' 46" OL | 11459   | Herenhuis                                             |
| Burgerhuis                                            |                |                                                 | Hoboken      | Louisalei 54                                    | 51° 10' 37" NB, 4° 20' 46" OL | 11460   | Burgerhuis                                            |
| Burgerhuis in beaux-artsstijl                         |                |                                                 | Hoboken      | Louisalei 56                                    | 51° 10' 37" NB, 4° 20' 45" OL | 11461   | Burgerhuis in beaux-artsstijl                         |
| Eengezinswoning                                       |                |                                                 | Hoboken      | Louisalei 78                                    | 51° 10' 35" NB, 4° 20' 41" OL | 11462   | Eengezinswoning                                       |
| Kasteel Sorghvliedt met park                          | Monument       | 1750 Jan Pieter van Baurscheidt de Jonge        | Hoboken      | Marneflaan 3                                    | 51° 10' 16" NB, 4° 21' 11" OL | 11463   | Kasteel Sorghvliedt met park                          |
| Huis Meerlenhof                                       |                |                                                 | Hoboken      | Meerlenhoflaan 30                               | 51° 10' 17" NB, 4° 21' 23" OL | 11464   | Huis Meerlenhof                                       |
| Sociale woonwijk Vinkevelden                          |                |                                                 | Hoboken      | Moretusstraat 150-156, Paul Henri Spaaklaan 1-3 | 51° 10' 11" NB, 4° 20' 51" OL | 11465   | Sociale woonwijk Vinkevelden                          |
| Molenschool                                           |                |                                                 | Hoboken      | Onderwijzersstraat 5-13                         | 51° 10' 23" NB, 4° 21' 47" OL | 11466   | Molenschool                                           |
| Fort VIII                                             | Monument       | 1868                                            | Hoboken      | Schansstraat                                    | 51° 9' 53" NB, 4° 20' 53" OL  | 11468   | Fort VIII                                             |
| Officierengebouw                                      |                |                                                 | Hoboken      | Schansstraat 7-9                                | 51° 10' 2" NB, 4° 20' 58" OL  | 11469   | Officierengebouw                                      |
| Twee burgerhuizen waaronder Villa Marina              |                |                                                 | Hoboken      | Schansstraat 8-10                               | 51° 10' 6" NB, 4° 20' 49" OL  | 11470   | Twee burgerhuizen waaronder Villa Marina              |
| Hof ter Heide                                         |                |                                                 | Hoboken      | Steynstraat 140                                 | 51° 10' 49" NB, 4° 21' 44" OL | 11471   | Hof ter Heide                                         |
| Woning Van den Brande                                 |                | 1969 Renaat Braem                               | Hoboken      | Van Amstelstraat 88                             | 51° 10' 19" NB, 4° 21' 5" OL  | 11472   | Woning Van den Brande                                 |
| Scheepstimmerwerven                                   |                |                                                 | Hoboken      | Leo Bosschartlaan 1                             | 51° 10' 22" NB, 4° 20' 3" OL  | 83591   | Scheepstimmerwerven                                   |
| Parochiekerk Heilige Familie                          |                |                                                 | Hoboken      | Sint-Bernardsesteenweg 721                      |                               | 201252  | Parochiekerk Heilige Familie                          |
| Montageloods 300 ton Cockerill-Ougrée                 |                |                                                 | Hoboken      | Leo Bosschartlaan 1                             |                               | 212584  | Montageloods 300 ton Cockerill-Ougrée                 |
| Woning brouwerij Van Damme                            |                |                                                 | Hoboken      | Krugerstraat 132                                |                               | 214948  | Woning brouwerij Van Damme                            |
| Schans XVII                                           | Monument       |                                                 | Hoboken      | Sint-Bernardsesteenweg                          |                               | 216067  | Schans XVII                                           |
| Oorlogsmonument Hoboken                               |                |                                                 | Hoboken      | Walstraat                                       |                               | 216126  | Upload foto                                           |

### Bouwkundige gehelen
| Object                       | Erfgoedstatus? | Bouwjaar of architect | Deelgemeente | Adres | Coördinaten | Nummer? | Afbeelding                   |
| ---------------------------- | -------------- | --------------------- | ------------ | --- | ----------- | ------- | ---------------------------- |
| Tuinwijk Heike               |                |                       | Hoboken      | Dillesstraat 69-73, Drossaardplein 1-22, 23, Genachtenstraat 1-18, 19-29, Hobeuchemstraat 1-26, 28-38, Steynstraat 234-252 |             | 120666  | Tuinwijk Heike               |
| Sociale woonwijk Klein Heide |                |                       | Hoboken      | Alfred Nobellaan 1-13, 20-22, Folke Bernadottelaan 1-28, 30-60, Gandhilaan 40, Robert Schumanlaan 2-16 |             | 120667  | Sociale woonwijk Klein Heide |
| Tuinwijk Moretusburg         |                |                       | Hoboken      | Achturendagstraat 1-28, 29-63, Baron Sadoinestraat 8-12, 16-17, 19-31, 32-34, Columbusstraat 6, Constantin Meunierplein 1-33, Curiestraat 2-42, Drogedokstraat 2-8, 9-10, 12-16, Edisonstraat 1-20, Grammestraat 1-18, 20-30, Grotebaan 19-25, 26-43, 44-46, Kaarderstraat 19-23, Karel Van de Woestijnestraat 1-18, 20-22, Lieven Bauwensstraat 3-11, Maalbootstraat 15-36, 38-52, Scheepswerfstraat 5-7, Scheldevrijstraat 1-80, 81-105, Standbeeldstraat 1-4, 6-12, Stephensonstraat 6-8, 14-22, 23-26, 27-35, Vooruitgangstraat 2-8, Wolplein 7-12 |             | 120668  | Tuinwijk Moretusburg         |

District Antwerpen: Antwerpen-Noord · Brederode · Centraal Station · Dam · Eilandje · Haringrode · Harmonie · Havengebied · Historisch Centrum (Oude Stad · Hoogstraat · Groenplaats) · Kiel · Linkeroever · Luchtbal-Rozemaai-Schoonbroek · Markgrave · Meirwijk · Middelheim · Schipperskwartier · Sint-Andries · Stadspark · Tentoonstellingswijk · Theaterbuurt · Universiteitsbuurt · Zuid · Zurenborg

Overige districten: Berchem · Berendrecht-Zandvliet-Lillo · Borgerhout · Deurne · Ekeren · Hoboken · Merksem · Wilrijk

Onroerend erfgoed in de provincie Antwerpen